# فرنهم رويال (باكينجهامشير)
فرنهم رويال (بالإنجليزية: Farnham Royal)‏ هي قرية و أبرشية مدنية تقع في المملكة المتحدة في إنجلترا. يقدر عدد سكانها بـ 5,972 نسمة ومساحتها 4.47 كم2 .